# Oliver Wulff
Oliver Wulff Frederiksen, né le 11 octobre 2000 à Greve, est un coureur cycliste danois. Durant sa carrière, il participe à des compétitions sur route et sur piste.

## Palmarès sur piste

### Championnats du monde juniors
- Montichiari 2017
  -  Médaillé d'argent de la poursuite par équipes juniors
- Aigle 2018
  -  Médaillé de bronze de l'américaine juniors

### Championnats nationaux
- 2016
  - 3e du championnat du Danemark de poursuite par équipes
- 2017
  -  Champion du Danemark de poursuite juniors
  -  Champion du Danemark de vitesse juniors
  -  Champion du Danemark du kilomètre juniors
  -  Champion du Danemark de l'omnium juniors
  -  Champion du Danemark du scratch juniors
  - 3e du championnat du Danemark de course aux points juniors
- 2018
  - 2e du championnat du Danemark de poursuite par équipes juniors
- 2019
  - 3e du championnat du Danemark de l'américaine

## Palmarès sur route

### Par année
- 2017
  - 4e du championnat d'Europe sur route juniors
- 2018
  - 2e du championnat du Danemark du contre-la-montre par équipes juniors
- 2019
  - 3 Dage i Nord :
    - Classement général
    - 1re étape
- 2020
  - 2e du championnat du Danemark sur route espoirs

### Classements mondiaux
| Année           | 2019   | 2020 |
| --------------- | ------ | ---- |
| UCI Europe Tour | 1 303e | 715e |